# Сомова, Алина Алексеевна

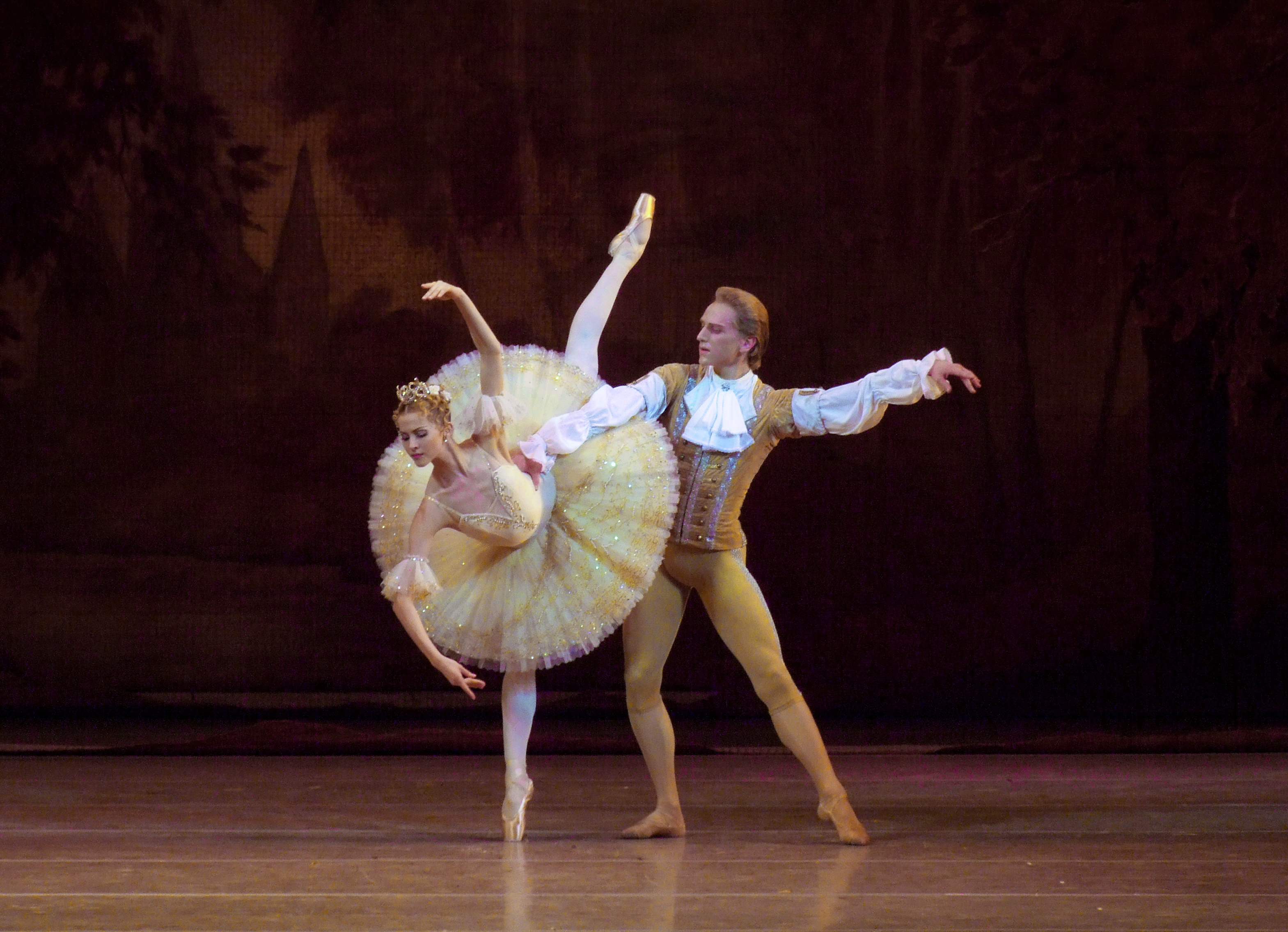
C Дэвидом Холбергом в балете «Спящая красавица», 2010

Али́на Алексе́евна Со́мова (род. 22 октября 1985, Ленинград, СССР) — прима-балерина Мариинского театра. Лауреат Международного конкурса артистов балета Vaganova-prix (Санкт-Петербург, 2002). Заслуженная артистка Российской Федерации (2020).

## Биография
Алина Сомова окончила Академию русского балета имени А. Я. Вагановой в 2003 году у профессора, заслуженной артистки России Людмилы Сафроновой. В театре педагогом Алины стала Ольга Ченчикова, затем Татьяна Терехова.
В 2003 году была принята в труппу Мариинского театра. Исполняет ведущие партии балетного репертуара и участвует во всех гастрольных проектах театра, выступая на ведущих балетных площадках мира в Англии, США, Канаде, Западной Европе, Японии, Китае.

## Репертуар в Мариинском театре
- Жизель — «Жизель», балетмейстер Мариус Петипа, музыка Адольф Адан
- Медора — «Корсар», возобновление О. Виноградова, постановка Пётра Андреевича Гусева (по Перро, М. Петипа. Музыка: А. Адан, Л. Делиб, П. Г. Ольденбургский
- Никия — «Баядерка» (Мариус Петипа, Людвиг Минкус)
- Принцесса Аврора, Принцесса Флорина и Фея Кандид — «Спящая красавица» (Мариус Петипа, Пётр Чайковский)
- Одетта — Одиллия — «Лебединое озеро» (Лев Иванов, Пётр Чайковский)
- Китри , Повелительница дриад, вариация IV акта — «Дон Кихот» (Александр Горский, Людвиг Минкус)
- Жизель — «Жизель» (Мариус Петипа, Адольф Адан)
- Раймонда — «Раймонда» (Мариус Петипа, Александр Глазунов)
- Джульетта — «Ромео и Джульетта» (хореография Леонида Лавровского, возобновление 1991 года), музыка С. С. Прокофьева
- Маша — «Щелкунчик» (Кирилл Симонов, Пётр Чайковский. Сценография: Михаила Шемякина)

В балетах Баланчина:
- Солистка — «Серенада для струнного оркестра» (Джордж Баланчин на музыку Пётра Чайковского)
- «Рубины», «Бриллианты» — «Драгоценности» (Дж. Баланчин, Пётр Чайковский)
- Солистка — «Симфония до мажор» (I часть) (Дж. Баланчин, Пётр Чайковский)
- Солистка — «Тема с вариациями» (Дж. Баланчин, Пётр Чайковский)
- Солистка — «Четыре темперамента» — Джордж Баланчин (1951), Пауль Хиндемит (1940)

В балетах Ратманского
- Царь-девица — «Конек-Горбунок» (премия «Золотая Маска»)

В балетах других хореографов:
- Солистка — «Этюды» (Харальд Ландер, Карл Черни)
- Солистка — «В ночи», балетмейстер Джером Роббинс, музыка — Фредерик Шопен

## Некоторые партии вне Мариинского театра
Национальный театр Токио
- 2004 — Маша в балете «Щелкунчик» (Национальный театр Токио)

Ла Скала
- 2005 — новогодний гала-концерт в Ла Скала (La Scala) (Милан)

Торонто
- 2006 — «Звёзды балета XXI века» (Торонто), гала-концерт

Венская опера
- 2006 — Одетта-Одиллия в балете «Лебединое озеро» (версия Рудольфа Нуреева) Венская опера (Wiener Staatsoper)

Монреаль
- 2006 — «Les Etoiles» (Монреаль, 2006, 2007)

Москва
- 2008 — гала-концерт, посвященный 100-летию Марины Семёновой

Испания
- 2008 — гала-концерт Тамары Рохо (Испания)

Театр имени Палиашвили
- 2009 — Одетта-Одиллия в спектакле «Лебединое озеро» театр оперы и балета им. Палиашвили (Грузия)
- 2015 — гала-концерт звезд в театре Ла Скала, посвященном закрытию выставки ЭКСПО 2015

## Награды и премии
- 2002 — лауреат Международного конкурса артистов балета Vaganova-prix (Санкт-Петербург, 2002).
- 2010 — лауреат премии «Золотая Маска» за роль: Царь-девицы («Конёк-Горбунок»), Мариинский театр, Санкт-Петербург
- 11.03.2020 — заслуженная артистка России.

## Видео
- 2007 — фильм «Балерина» (Ballerina)[4]. Бертран Норман (Bertrand Normand). (На французском языке, без перевода).

Идея Бертрана Нормана заключалась в том, чтобы показать мир балерины изнутри: бесконечный труд и всепоглощающую страсть к балету, выраженные через танец. В фильме представлена подборка фрагментов из известных постановок Мариуса Петипа, Михаила Фокина, Леонида Лавровского и Джорджа Баланчина.